# 笠原水道

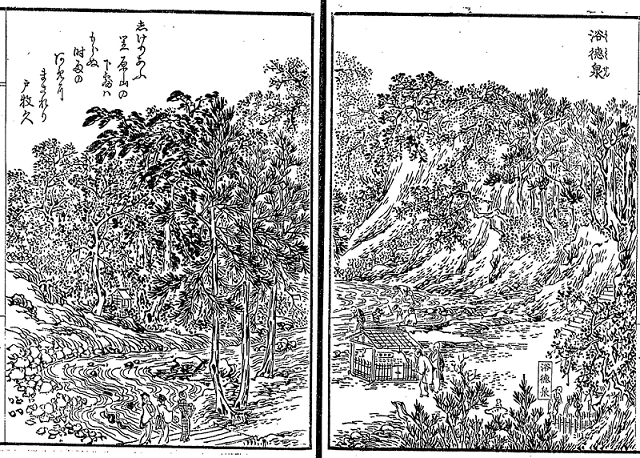
浴徳泉の図(『茨城常盤公園攬勝図誌』松平俊雄 著
明治時代の笠原水道水源の景色

笠原水道（かさはらすいどう）は、かつて水戸城の城下町であった現在の茨城県水戸市で江戸時代に開削され、飲料水を供給していた上水道とその水源地（笠原水源）。

## 歴史
1662年（寛文2年）、この水道は用水の便が悪かった水戸の町の飲料水確保のため、徳川光圀が町奉行の望月恒隆に設置を命じた。水道設置の調査を行った平賀保秀により笠原が水道の水源として選ばれ、永田勘衛門により工事が行われた。永田は岩樋（いわひ）と銅樋（どうひ）を用いた暗渠により全長約10kmの水道を敷設した。1663年（寛文3年）、この水道は完成した。完成までに工費554両、人夫2万5000人余りを要した。
1802年（享和2年）には大規模な修理が行われ、1826年（文政9年）には「浴徳泉の碑」が笠原水道を記念して設置された。明治時代には竜頭共用栓が水戸の町角に数十基設置され、多くの人に利用された。
2016年時点、水源地である笠原水源には竜頭共用栓が復元されて設置されており、湧水に塩素が注入された水道水を吐水している。また、ここには敷設当時の岩樋の復元模型が設置されている。水道が通っていたあたりは現在逆川緑地公園になっており，同公園内に発掘調査で出土した岩樋が展示されている。

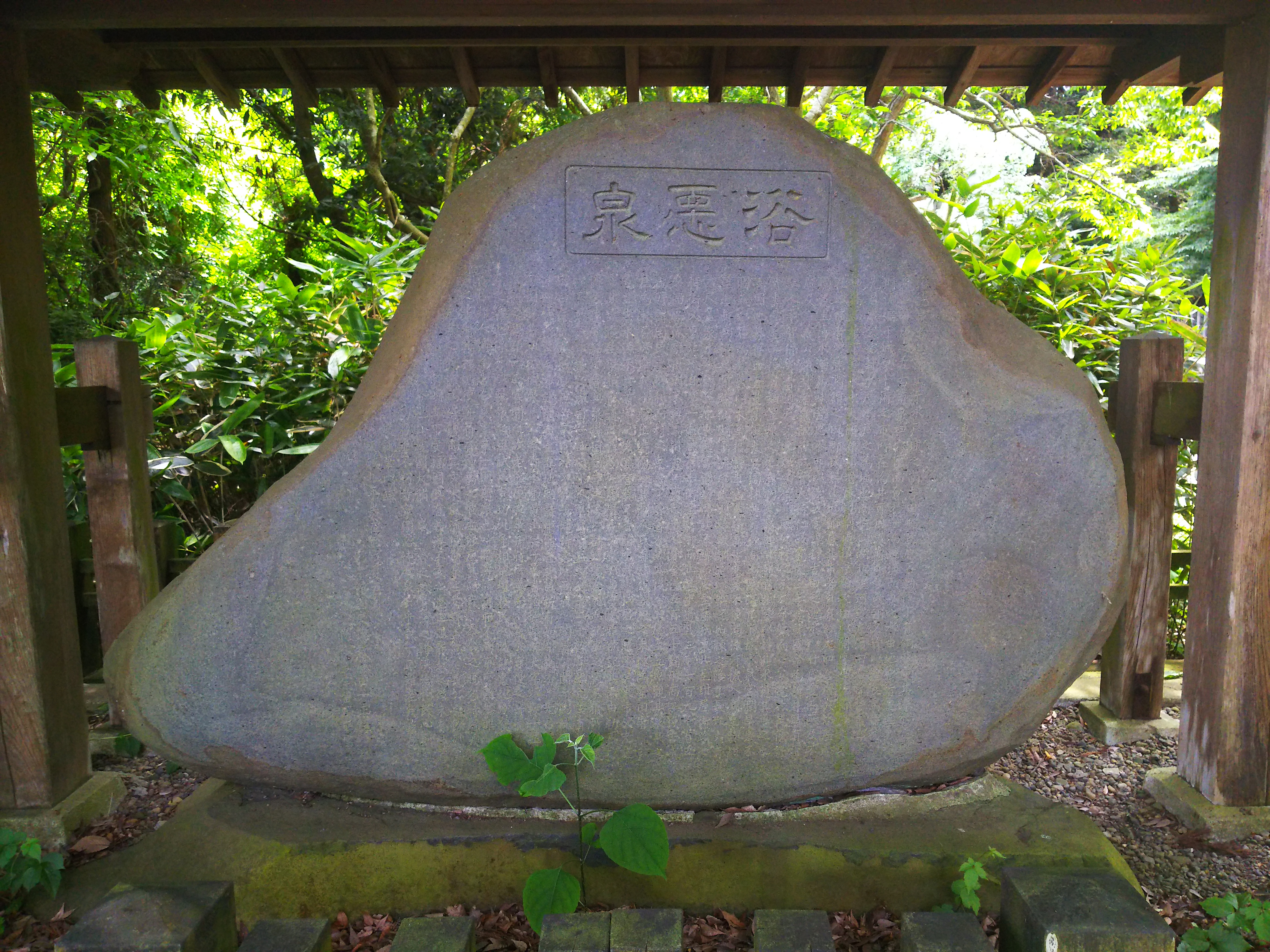
浴徳泉の碑
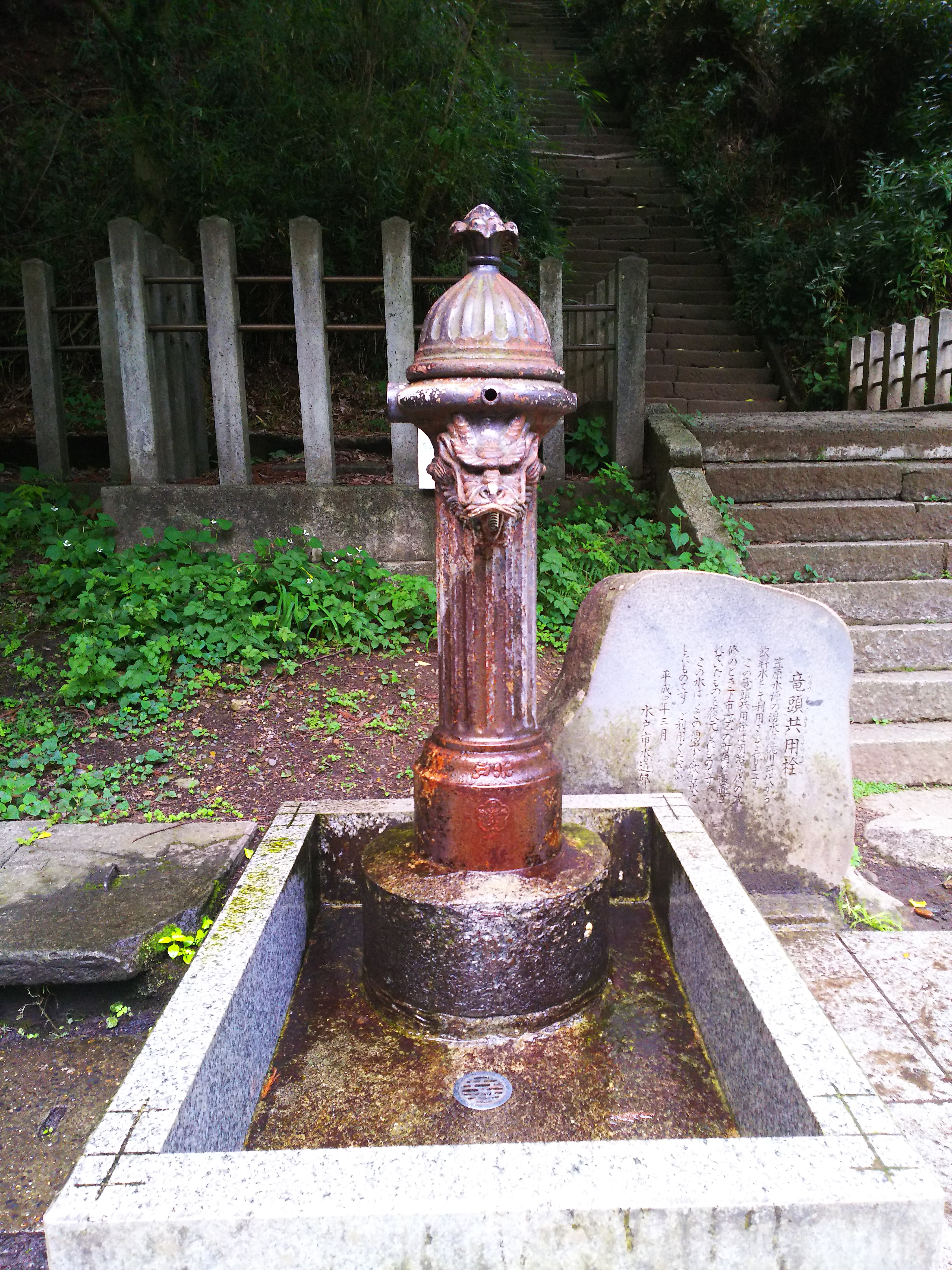
竜頭共用栓
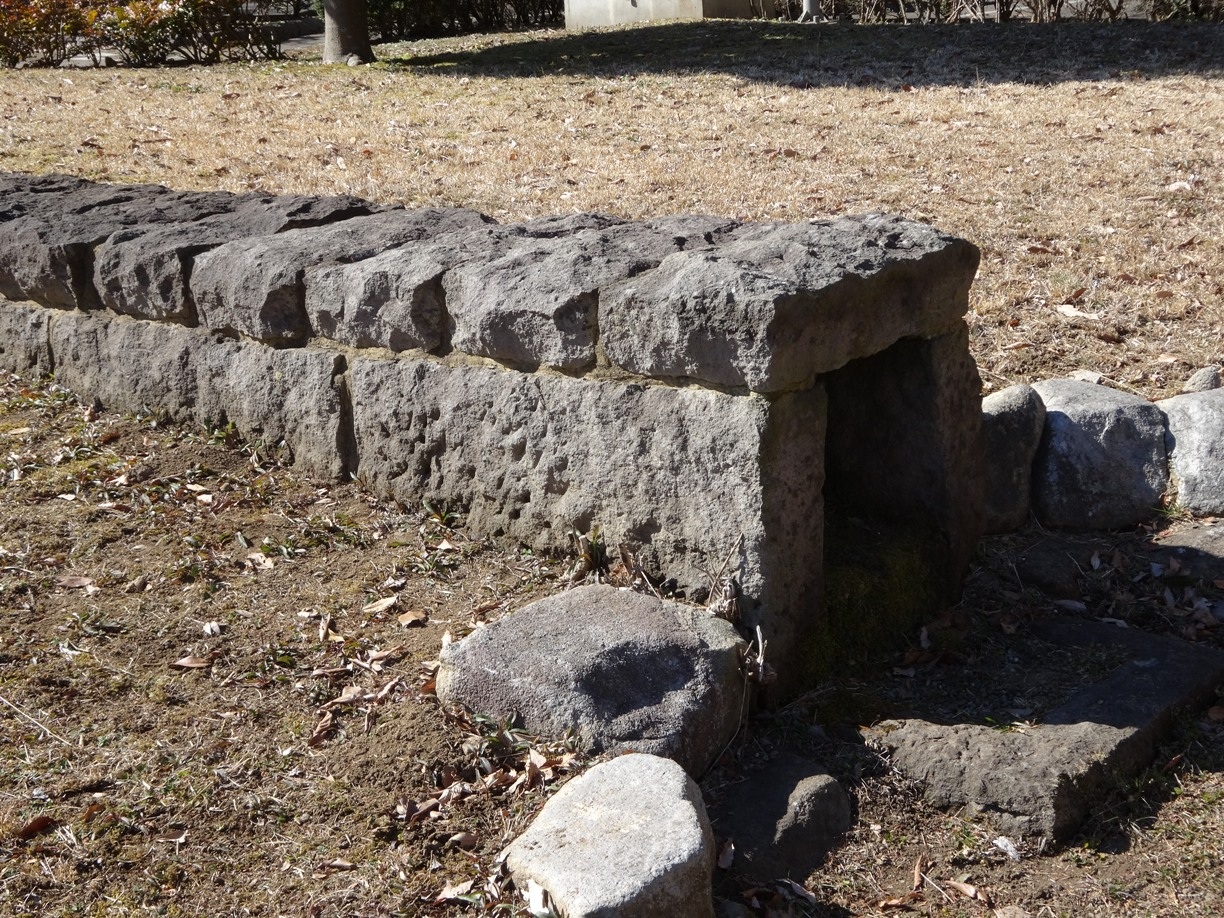
岩樋を復元したもの
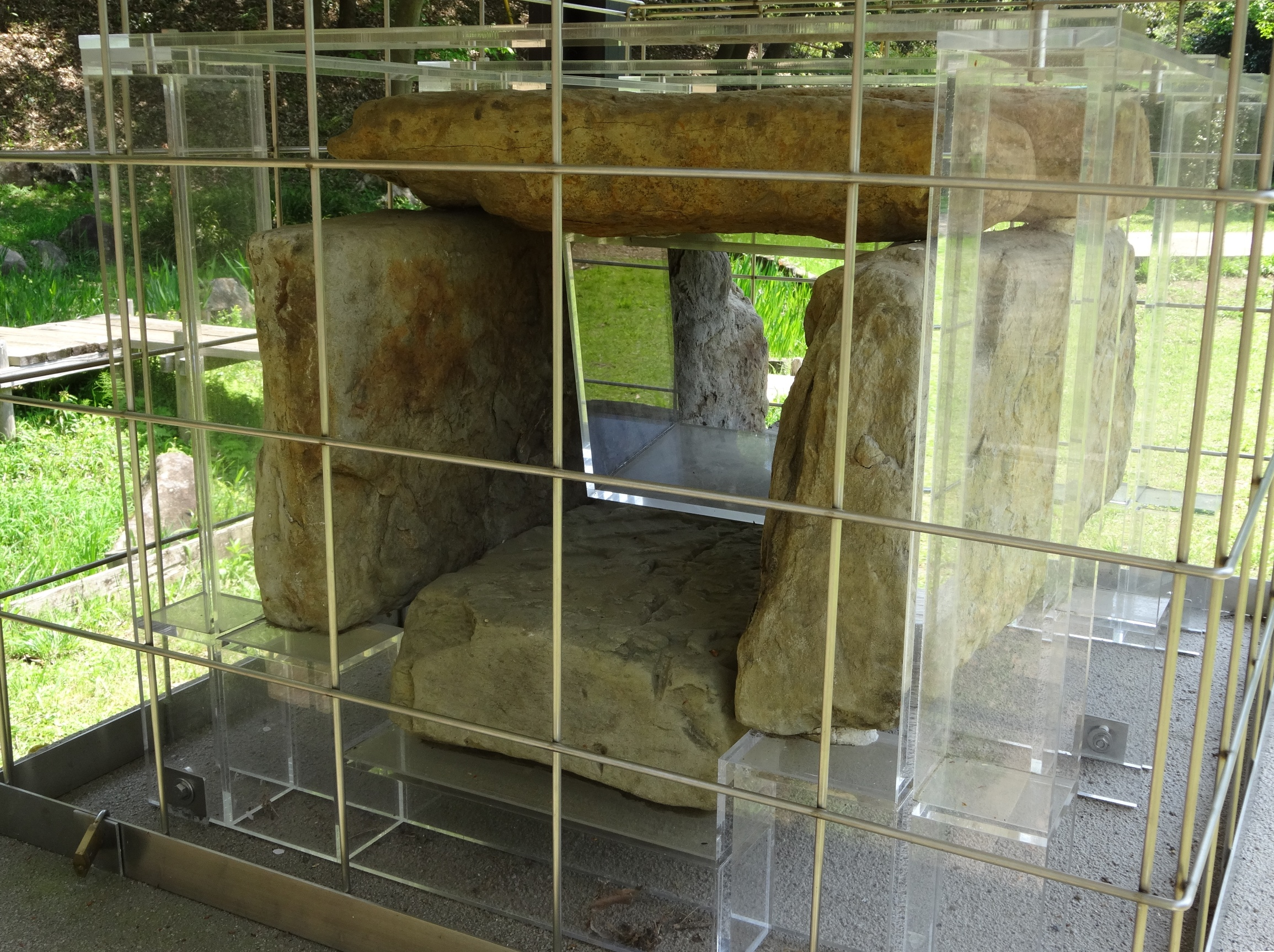
発掘された岩樋

## 史跡
笠原水道は日本国内で18番目に古い上水道であった。この水道は1938年（昭和13年）3月11日に茨城県県指定文化財に指定された。

## 参考サイト
- “笠原水道”. いばらきの文化財.   茨城県教育委員会. 2016年2月15日閲覧。
- “笠原水道”. 観光施設.   水戸観光協会. 2016年2月15日閲覧。
- “笠原水源の竜頭栓から出ている水は湧き水なのですか?”. その他のよくある問合せ.   水戸市. 2016年2月15日閲覧。
- “20.竜頭共用栓（笠原水源）”. 東部ブロック「歴史と伝統の東部巡り」モニュメント.   水戸商工会議所. 2016年2月15日閲覧。
- “水戸の水道の歴史について”. 水戸市の水道事業について.   水戸市. 2016年2月15日閲覧。